# كسر عظم العضد فوق اللقمتين
كسر عظم العضد فوق اللقمتين هو كسر في عظم العضد البعيد فوق مفصل المرفق. يكون الكسر مستعرضًا أو مائلًا وفوق عود اللقمة واللقيمتَين الإنسيّة والوحشية عادة. يعد نمط الكسر هذا نادرًا نسبيًا عند البالغين، ولكنه النوع الأكثر شيوعًا لكسور المرفق عند الأطفال. العديد من هذه الكسور هي من النوع الثابت (كسور غير متزحزحة) عند الأطفال ويمكن علاجها عن طريق الجبيرة. تكون العظام في بعض هذه الكسور مُزوّاة أو متغيرة (غير ثابتة)، والعلاج الأفضل في هذه الحالة هو الجراحة. يمكن علاج معظم هذه الكسور بشكل فعال عند الأطفال مع توقع الشفاء التام. قد تتعقد بعض هذه الإصابات بسبب ضعف الالتئام أو بسبب إصابات الأوعية الدموية أو الأعصاب التي تترافق مع مضاعفات خطيرة.

## العلامات والأعراض
يعاني الطفل المصاب من الألم والتورم فوق المرفق بعد حدوث الصدمة مباشرة مع فقدان وظيفة الطرف العلوي المصاب. قد يتأخر ظهور الألم (ساعات بعد الإصابة) بسبب نقص تروية العضلات (نقص إمدادات الأكسجين). قد يسبب ذلك فقدان وظيفة العضلات.
من المهم التحقق من سلامة الطرف المصاب بعد الصدمة، عبر مراقبة العلامات الحيوية السريرية مثل درجة حرارة الأطراف (دافئة أو باردة)، وزمن إعادة امتلاء الشعيرات الدموية، وتشبع الطرف المصاب بالأكسجين، وجس النبض البعيد (النبض الكعبري والزندي)، وتقييم الأعصاب الطرفية (العصب الكعبري، والناصف، والزندي) وأي جروح تشير إلى كسر مفتوح. يجب إجراء تصوير دوبلر بالموجات فوق الصوتية للتأكد من تدفق الدم للطرف المصاب إذا كان النبض البعيد غير محسوس. غالبًا ما يصاب الفرع الأمامي بين العظام من العصب الناصف عندما يحدث انزياح في عظم العضد البعيد، إذ ينزاح الجزء القريب من الأمام إلى الوسط. تُعد علامة «موافق» التي تكون يد المريض المصابة غير قادرة على إجرائها عند الفحص دليلًا على حدوث إصابة (تظهر بدلاً من ذلك علامة قبضة الكماشة). سيصاب العصب الكعبري إذا انزاح عظم العضد البعيد بالاتجاه الأنسي؛ لأنه عندها سينزاح الجزء القريب من العضد إلى الامام والوحشي. الإصابة الأكثر شيوعًا في حالة الثني هي إصابة العصب الزندي، لأنه يعبر عبر المرفق أسفل اللقمة الأنسية لعظم العضد.
يعتبر تجعد الجلد أو وجود نقرة أو كدمة على الجلد أمام عظم العضد البعيد علامة على صعوبة رد الكسر لأن الجزء القريب يكون قد اخترق بالفعل العضلة العضدية والطبقة تحت الجلد. 

### المضاعفات

#### تفقع فولكمان
قد يسبب التورم وإصابة الأوعية الدموية بعد حدوث الكسر تطور متلازمة الحيز التي تؤدي إلى مضاعفات طويلة الأمد مثل تقفع فولكمان (ثني ثابت للمرفق، وكب الساعد، وثني الرسغ، وتمدد المفصل السنعي السلامي). لذلك، يُعتبر الإصلاح الجراحي المبكر مهمًا لمنع هذا النوع من المضاعفات.

#### سوء الالتحام
ينمو عظم العضد البعيد ببطء بعد حدوث الكسر (فهو يساهم فقط بنسبة 10 إلى 20% من النمو الطولي لعظم العضد)، وبالتالي، يوجد خطر مرتفع من سوء الالتحام إذا لم يصحح الأطباء الكسر فوق اللقمية بشكل مناسب. يمكن أن يؤدي مثل هذا الالتحام إلى تشوه يُعرف بالمرفق الأفحج.

## الآلية
تحدث عادةً كسور العضد فوق اللقمية من النوع الممتد (المنبسط) نتيجة السقوط على يد ممدودة، مما يؤدي عادةً إلى تمدد مفرط قسري للمرفق. يعمل الناتئ المرفقي كنقطة ارتكاز تركّز الضغط على العضد البعيد (منطقة فوق اللقمتين)؛ مما يجعل عظم العضد البعيدة مُعرّضًا للكسر. تخضع المنطقة فوق اللقمية لإعادة التشكيل في سن 6 إلى 7 سنوات، وذلك يجعلها رقيقة وعرضة للكسور. تقع الشرايين والأعصاب المهمة (العصب الناصف، والعصب الكعبري، والشريان العضدي، والعصب الزندي) في المنطقة فوق اللقمية وقد تؤدي إصابتها إلى حدوث مضاعفات مهمة. أكثر الموجودات عرضة للإصابة هي العصب الناصف. أما بالنسبة لكسور العضد فوق اللقمية من النوع المثني فهي أقل شيوعًا. يحدث بسبب السقوط على طرف المرفق، أو السقوط مع ثني الذراع خلف الظهر. يسبب ذلك خلعًا أماميًا للجزء القريب من عظم العضد.